# 中山貴美子
中山 貴美子（なかやま きみこ　1958年12月26日 - ）は、日本の元女優。

## 来歴・人物
福岡県大牟田市出身。実家は寺院で、父親はその住職。1977年の「ミス・ヤング・インターナショナル」で「ミス水着」に選出され、これがきっかけで芸能界デビュー。香蘭女子短期大学在学中から福岡でモデルとして本格的に活動開始、雑誌やポスターなどで活動。
1980年秋に上京。1981年春、映画『窓からローマが見える』のオーディションで883人の中から主演に選ばれ、これを機にモデルを辞めて女優一本での活動を開始する。
公表していたサイズは身長162cm、B80cm、W56cm、H83cm（1982年当時）。
娘（次女）はタレントのあびる優。

## 出演

### 映画
- 窓からローマが見える（1982年）O 役[5]
- 時代屋の女房（1983年）サンライズ・ユキちゃん 役[5]
- シングルガール（1983年）佐和子 役[5]

### テレビドラマ
- 家族の神話（1982年、毎日放送・TBS系列「木曜座」）- 阿南亜紗子 役[1]

### テレビバラエティ
- サタデーナイトショー（テレビ東京）